# Crypturellus erythropus cursitans
Crypturellus erythropus cursitans es una subespecie del tinamú patas rojas, un ave terrestre perteneciente a la familia Tinamidae, que habita en regiones del norte de Colombia y el noroeste de Venezuela.

## Descripción
Crypturellus erythropus cursitans es una subespecie de tamaño mediano dentro del género Crypturellus, con una longitud aproximada de 27 a 30 cm. Presenta un plumaje críptico, mayormente pardo oliváceo, que le permite camuflarse entre la hojarasca del suelo del bosque. El dorso muestra un moteado fino y oscuro, mientras que el pecho y el vientre tienden a ser más claros, con tonos grisáceos o ante.
Una de las características distintivas es el tono rojizo brillante de sus patas, típico de la especie, aunque cursitans tiende a presentar una coloración algo más pálida en las partes inferiores en comparación con otras subespecies. El pico es corto, curvado y de color grisáceo.
El dimorfismo sexual no es evidente visualmente, aunque las hembras pueden presentar una coloración levemente más intensa. La vocalización consiste en una serie de silbidos profundos y lastimeros, repetidos a intervalos, utilizados para marcar territorio o comunicarse en pareja.

## Distribución
Se encuentra principalmente en el norte de Colombia (especialmente en zonas al este de los Andes) y el noroeste de Venezuela. Su hábitat incluye selvas húmedas bajas, bosques secundarios densos y zonas de transición boscosa, donde permanece mayormente oculto entre la vegetación densa.

## Hábitat y comportamiento
Habita en áreas de vegetación cerrada y suelos con abundante hojarasca. Es una especie terrestre, solitaria o en parejas, que rara vez vuela, prefiriendo huir a pie entre la maleza. Se alimenta de semillas, frutas pequeñas, brotes y pequeños invertebrados.

## Conservación
Esta subespecie no ha sido evaluada por separado, pero se considera parte del rango de la especie Crypturellus erythropus, clasificada como de Preocupación menor por la UICN. No existen amenazas específicas reportadas para cursitans, aunque la pérdida de hábitat podría afectarla localmente.